# Kirin Cup 1994
De Kirin Cup 1994 was de 15e editie van de Kirin Cup. Het toernooi werd gehouden van 22 tot en met 29 mei, het werd gespeeld in Japan. De winnaar van dit toernooi was Frankrijk, zij wonnen dit toernooi voor 1e keer.

## Eindstand
| Pos | Land      | Wed | Win | Gel | Ver | DV | DT | +/− | Pnt |
| --- | --------- | --- | --- | --- | --- | -- | -- | --- | --- |
| 1   | Frankrijk | 2   | 2   | 0   | 0   | 5  | 1  | +4  | 6   |
| 2   | Australië | 2   | 0   | 1   | 1   | 1  | 2  | –1  | 1   |
| 3   | Japan     | 2   | 0   | 1   | 1   | 2  | 5  | –3  | 1   |

## Wedstrijden
|                                |          |       |            |                                                                                           |
| 22 mei 1994 «onderlinge duels» | Japan    | 1 – 1 | Australië  | Hiroshima Big Arch, Hiroshima Toeschouwers: 27.350 Scheidsrechter: Pirom Un-Prasert (THA) |
| 22 mei 1994 «onderlinge duels» | Asano 6' |       | 68' Vidmar | Hiroshima Big Arch, Hiroshima Toeschouwers: 27.350 Scheidsrechter: Pirom Un-Prasert (THA) |

|                                              |           |         |           | |
| 26 mei 1994 «onderlinge duels» 19:00 (UTC+9) | Australië | 0 – 1   | Frankrijk | Stade du Mémorial de l'Universiade, Kobe Toeschouwers: 16.743 Scheidsrechter: Masayoshi Okada (JPN) |
| 26 mei 1994 «onderlinge duels» 19:00 (UTC+9) |           | Cantona |           | Stade du Mémorial de l'Universiade, Kobe Toeschouwers: 16.743 Scheidsrechter: Masayoshi Okada (JPN) |

|                                              |                    |       |                                                        |                                                                                               |
| 29 mei 1994 «onderlinge duels» 15:00 (UTC+9) | Japan              | 1 – 4 | Frankrijk                                              | Olympisch Stadion, Tokio Toeschouwers: 48.841 Scheidsrechter: Letchmanasamy Kathirveloo (MAS) |
| 29 mei 1994 «onderlinge duels» 15:00 (UTC+9) | Takafumi Ogura 78' |       | 16' Djorkaeff 18' Papin 54' (e.d.) Kurosaki 56' Ginola | Olympisch Stadion, Tokio Toeschouwers: 48.841 Scheidsrechter: Letchmanasamy Kathirveloo (MAS) |

| Winnaar Kirin Cup 1994 |
| ---------------------- |
|                        |
| Frankrijk 1e titel     |